# 欧里尼奥斯
欧里尼奥斯是巴西圣保罗州的一个市镇。总面积295.82平方公里，总人口113542人(2019年)，人口密度383人/平方公里。